# Peter Friedrich Arndt
Peter Friedrich Arndt (* 23. August 1817 in Treptow an der Rega; † 2. August 1866 in Berlin) war ein deutscher Mathematiker.

## Leben
Arndt studierte an der Universität Greifswald Mathematik und Pädagogik. Nachdem er sein Studium 1845 mit der Promotion abgeschlossen hatte, bekam er eine Anstellung als Oberlehrer am Gymnasium Stralsund.
Ab 1854 war Arndt als Privatdozent an der Friedrich-Wilhelms-Universität zu Berlin tätig und avancierte dort 1862 zum außerordentlichen Professor für Mathematik. Sein wissenschaftliches Werk veröffentlichte er fast ausschließlich in wissenschaftlichen Zeitschriften, unter anderem im Archiv der Mathematik und Physik oder dem Journal für die reine und angewandte Mathematik.
Neben der algebraischen Analysis beschäftigte sich Arndt hauptsächlich mit der Integralrechnung und der Zahlentheorie.
Im Alter von 48 Jahren starb Peter Friedrich Arndt am 2. August 1866 in Berlin an der Cholera.